# Karjala Cup 2006
Hokejový turnaj Karjala Cup 2006 byl odehrán od 9. do 12. listopadu 2006 v Helsinkách. Utkání Česká republika - Švédsko bylo odehráno v Praze.

## Výsledky a tabulka
|    |         | RUS    | CZE    | SWE     | FIN    | V | VP | PP | P | Skóre | B |
| 1. | Rusko   | Rusko  | 3:2 SN | 5:4     | 3:2    | 2 | 1  | 0  | 0 | 11:8  | 8 |
| 2. | Česko   | 2:3 SN | Česko  | 5:4     | 1:2    | 1 | 0  | 1  | 1 | 8:9   | 4 |
| 3. | Švédsko | 4:5    | 4:5    | Švédsko | 1:0    | 1 | 0  | 0  | 2 | 9:10  | 3 |
| 4. | Finsko  | 2:3    | 2:1    | 0:1     | Finsko | 1 | 0  | 0  | 2 | 4:5   | 2 |

 Česko -  Švédsko 5:4 (0:0, 2:2, 3:2) Zpráva
9. listopadu 2009 - Praha
- Branky  Česko: 24:20 Martin Čech, 37:14 Jaroslav Hlinka, 40:41 Pavel Brendl, 53:32 Jiří Šimánek, 57. Václav Varaďa
- Branky  Švédsko: 34:17 Nordgren, 38. Ölvestad, 59:33 Stralman, 59:47 Sandström
- Rozhodčí: Zacharov (RUS) - Pouzar, Kalivoda (CZE)
- Vyloučení: 12:9 (2:2)
- Diváků: 11 704

Česko: Roman Čechmánek - Jan Platil, Radek Hamr, Martin Čech, Miroslav Blaťák, Jakub Čutta, Petr Čáslava, Lukáš Zíb - Petr Sýkora, Jaroslav Hlinka, Václav Varaďa - Pavel Brendl, Josef Straka, Ondřej Veselý - Zbyněk Irgl, Ivan Huml, Petr Hubáček - Jiří Šimánek, Tomáš Divíšek, Radek Matějovský (31. Martin Frolík), Václav Skuhravý.
Švédsko: Backlund - Magnus Johansson, Enström, Sandström, Lindgren, Stralman, Jonsson, Hallberg, Stralman, D. Tärnström - T. Eriksson, J. Eriksson, Mansson - Mattsson, Wallin, Ölvestad - Nordgren, Jönsson, Davidsson - Berglund, Warg, Hedström.
 Finsko -  Rusko 2:3 (0:2, 2:0, 0:1) Zpráva
9. listopadu 2009 - Helsinky
- Branky  Finsko: 26. Niskala, 28. Pirnes
- Branky  Rusko: 2. Kutějkin, 14. Něprjajev, 43. Ščastlivyj
- Rozhodčí: Rönnmark (SWE) - Kekäläinen, Terho (FIN)
- Vyloučení: 7:5 (2:1) navíc Arťuchin (RUS) na 5 min a do konce utkání
- Diváků:

Finsko: Hurme - Niskala, Saravo, Marko Kiprusoff, Berg, Luoma, Järventie, Laamanen, Niemi - Bergenheim, Pirnes, Hahl - Kallio, Viuhkola, Pyörälä - Rita, Kontiola, Pesonen - Pikkarainen, Pakaslahti, Valtonen.
Rusko: Košečkin - Aťušov, Varlamov, Kutějkin, Grebeškov, Nikulin, Kolcov, Jemelin, Kondrjatěv - Antipov, Leščev, Charitonov - Vorobjev, Ščastlivyj, Koňkov - Kuljomin, Kurjanov, Simakov - Arťjuchin, Něprjajev, Šiškanov.

 Rusko -  Švédsko 5:4 (0:1, 1:1, 4:2) Zpráva
11. listopadu 2009 - Helsinky
- Branky  Rusko: 40. Volkov, 43. Šiškanov, 48. Ščastlivyj, 51. Ščastlivyj, 51. Něprjajev
- Branky  Švédsko: 17. Mag. Johansson, 38. Steen, 47. Davidsson, 52. Mansson
- Rozhodčí: Partanen - Fonselius, Orelma (FIN)
- Vyloučení: 5:4 (0:2)
- Diváků: 7 500

Rusko: Jeremenko - Aťušov, Varlamov, I. Nikulin, Kolcov, Kutějkin, Grebeškov, Jemelin, Kondrjatěv - Antipov, Leščev, Charitonov - Kuljomin, Kurjanov, Simakov - Vorobjev, Ščastlivyj, Koňkov - Volkov, Něprjajev, Šiškanov.
Švédsko: Ersberg - Jonsson, Hallberg, Stralman, D. Tärnström, Sandström, Lindgren, Magnus Johansson, Enström - Nordgren, Jönsson, Davidsson - Berglund, Warg, Hedström - Mattsson, Wallin, Ölvestad - Steen, J. Eriksson, Mansson.

 Finsko -  Česko 2:1 (0:0, 1:0, 1:1) Zpráva
11. listopadu 2009 - Helsinky
- Branky  Finsko: 37. Bergenheim, 51. Kontiola
- Branky  Česko: 60. Josef Straka
- Rozhodčí: Poljakov (RUS) - Hämäläinen, Kekäläinen (FIN)
- Vyloučení: 8:11 (1:1) navíc Platil, Blaťák (CZE), Niemi (FIN) 10 min.
- Diváků: 11 808

Finsko: Wallinheimo - Niskala, Saravo, Marko Kiprusoff, Berg, Laamanen, Niemi - Rita, Kontiola, Hahl - Kallio, Pirnes, Pyörälä - Lahti, Leino, Bergenheim - Pesonen, Pakaslahti, Valtonen.
Česko: Roman Čechmánek - Jan Platil, Radek Hamr, Martin Čech, Miroslav Blaťák, Jakub Čutta, Petr Čáslava - Petr Sýkora, Jaroslav Hlinka, Václav Varaďa - Pavel Brendl, Josef Straka, Ondřej Veselý - Zbyněk Irgl, Ivan Huml, Petr Hubáček - Jiří Šimánek, Václav Skuhravý, Martin Frolík.

 Česko -  Rusko 2:3  SN  (1:0, 0:0, 1:2 - 0:0, 0:1) Zpráva
12. listopadu 2009 - Helsinky
- Branky  Česko: 8. Petr Čáslava, 51. Ivan Huml
- Branky  Rusko: 41. Charitonov, 59. Ščastlivyj, rsn. Kuljomin.
- Rozhodčí: Rönn - Hämäläinen, Terho (FIN)
- Vyloučení: 8:6 (0:1)
- Diváků: 6 210

Česko: Roman Málek - Jakub Čutta, Jan Platil, Martin Čech, Miroslav Blaťák, Lukáš Zíb, Petr Čáslava - Petr Sýkora, Josef Straka, Jaroslav Hlinka - Zbyněk Irgl, Ivan Huml, Petr Hubáček - Jiří Šimánek, Václav Skuhravý, Ondřej Veselý - Pavel Brendl, Tomáš Divíšek, Radek Matějovský.
Rusko: Košečkin - Aťušov, Varlamov, I. Nikulin, Kolcov, Kutějkin, Grebeškov, Kondrjatěv, Jemelin - Antipov, Leščev, Charitonov - Kuljomin, Kurjanov, Simakov - Vorobjev, Ščastlivyj, Koňkov - Volkov, Něprjajev, Šiškanov.

 Finsko -  Švédsko 0:1 (0:0, 0:1, 0:0) Zpráva
12. listopadu 2009 - Helsinky
- Branka  Finsko: nikdo
- Branka  Švédsko: 33. Davidsson.
- Rozhodčí: Poljakov (RUS) - Fonselius, Lindroos.
- Vyloučení: 6:6 (0:0)
- Diváků: 10 393

Finsko: Wallinheimo - Niskala, Saravo, Marko Kiprusoff, Berg, Luoma, Järventie, Niemi - Rita, Kontiola, Hahl - Kallio, Pirnes, Pyörälä - Lahti, Leino, Bergenheim - Valtonen, Pakaslahti, Pikkarainen.
Švédsko: Backlund - Magnus Johansson, Hallberg, Stralman, D. Tärnström, Sandström, Lindgren,
Jonsson, Enström - Ölvestad, J. Jönsson, Davidsson - Nordgren, Warg, Hedström - Mattsson, Wallin, Berglund - Steen, J. Eriksson, Mansson.